# 顿河苏维埃共和国
顿河苏维埃共和国（羅馬化：Donskaya sovetskaya respublika）是俄罗斯苏维埃联邦社会主义共和国下属的一个短命的苏维埃共和国，存在于1918年3月23日—5月4日。
该共和国宣称拥有顿河州的领土，于1918年3月白军撤离顿河流域后宣布成立。1918年5月，在頓河哥薩克人反叛和因《布列斯特-立陶夫斯克條約》导致的德国进军顿河流域后，该共和国被推翻，其领导人逃亡。顿河哥萨克人建立的顿河共和国接管了顿河苏维埃共和国的领土。